# Abraham Aguinaga
Carlos Abraham Aguinaga Romero (Arequipa, Perú, 22 de agosto de 2002) es un futbolista peruano. Juega como mediocentro ofensivo y su equipo actual es el Deportivo Binacional de la Liga 1 de Perú.

## Trayectoria

### Inferiores de Melgar y préstamo a Atlético Grau
Fue formado en las menores del Foot Ball Club Melgar, donde llegó a la edad de siete años. En 2019, se integraría por primera vez en el equipo de reservas para el Torneo de Promoción y Reserva, anotando un gol. Además, participó junto a la Institución Educativa Talent School en los Juegos Escolares, donde se consagrarían campeones.
El 17 de enero de 2020 firmó su primer contrato profesional con Melgar, aunque volvió a ser parte del equipo de reservas. Sin embargo, dicha edición del torneo se suspendió de manera temprana por la pandemia de COVID-19.
En búsqueda de continuidad debido a la ausencia del Torneo de Promoción y Reserva, sería prestado junto a Diego Rodríguez al Atlético Grau, que se encontraba disputando la Liga 2. El día 26 de agosto de 2021, realizaría su debut profesional ante Comerciantes Unidos, al ingresar en el minuto 75. Ganarían aquel partido 4-0, generando un penal en favor de Grau. Jugaría otros dos partidos más, siendo uno como titular. Se consagraron campeones tras vencer en la final a Sport Chavelines.

### FBC Melgar
Retornó en 2022 a Melgar, volviendo a ser parte del equipo de reservas en dicha temporada. Sería el capitán del equipo y anotaría seis goles en total, logrando alcanzar las semifinales.
En la temporada 2023, en un principio integraría nuevamente al equipo de reservas. Por primera vez aparecería en el banco de suplentes en un partido del primer equipo, en la visita ante UTC en el quinto partido del año. Dos meses después, el día 28 de mayo, en la antepenúltima fecha del Torneo Apertura, jugaría su primer partido en Liga 1, ingresando en el minuto 61 en la visita a Carlos A. Mannucci. Tuvo un buen ingreso, ya que generaría la expulsión de un jugador rival, además de dar un centro y un pase clave, que servirían para los dos goles que le darían la victoria a Melgar por 2-1 en el minuto 90+7. Tras este partido, se ganaría la confianza de Mariano Soso. Jugó los dos partidos restantes del Apertura, siendo uno como titular. De cara al Torneo Clausura, en la primera fecha brindaría sus primeras asistencias, siendo para el tercer y cuarto gol en la victoria 4-0 sobre ADT. Durante todo el Clausura jugó catorce partidos en total, todos ingresando desde el banco. A nivel internacional, realizaría su debut por Copa Libertadores el día 6 de junio, al ingresar en el minuto 68 en la victoria 5-0 sobre Patronato. Jugó otro partido ingresando desde el banco, en la derrota 4-1 ante Olimpia.

## Selección nacional
Durante el año 2017 fue convocado para algunos microciclos de la selección peruana sub-15.

## Estadísticas
| Club                                                                         | Div.          | Temporada     | Liga  | Liga  | Liga    | Copas nacionales(1) | Copas nacionales(1) | Copas nacionales(1) | Copas internacionales(2) | Copas internacionales(2) | Copas internacionales(2) | Total | Total | Total  |
| Club                                                                         | Div.          | Temporada     | Part. | Goles | Asist.. | Part.               | Goles               | Asist.              | Part.                    | Goles                    | Asist.                   | Part. | Goles | Asist. |
| ---------------------------------------------------------------------------- | ------------- | ------------- | ----- | ----- | ------- | ------------------- | ------------------- | ------------------- | ------------------------ | ------------------------ | ------------------------ | ----- | ----- | ------ |
| Atlético Grau · Perú                                                         | 2.ª           | 2021          | 3     | 0     | 0       | —                   | —                   | —                   | —                        | —                        | —                        | 3     | 0     | 0      |
| Atlético Grau · Perú                                                         | Total club    | Total club    | 3     | 0     | 0       | 0                   | 0                   | 0                   | 0                        | 0                        | 0                        | 3     | 0     | 0      |
| F. B. C. Melgar · Perú                                                       | 1.ª           | 2023          | 17    | 0     | 2       | —                   | —                   | —                   | 2                        | 0                        | 0                        | 19    | 0     | 2      |
| F. B. C. Melgar · Perú                                                       | 1.ª           | 2024          | 1     | 0     | 0       | —                   | —                   | —                   | 0                        | 0                        | 0                        | 1     | 0     | 0      |
| F. B. C. Melgar · Perú                                                       | Total club    | Total club    | 18    | 0     | 2       | 0                   | 0                   | 0                   | 2                        | 0                        | 0                        | 20    | 0     | 2      |
| Total carrera                                                                | Total carrera | Total carrera | 21    | 0     | 2       | 0                   | 0                   | 0                   | 2                        | 0                        | 0                        | 23    | 0     | 2      |
| (1)Incluye datos de . (2)Incluye datos de la Copa Libertadores (2023, 2024). |               |               |       |       |         |                     |                     |                     |                          |                          |                          |       |       |        |

## Palmarés

### Torneos oficiales
| Título           | Club          | País | Año  |
| ---------------- | ------------- | ---- | ---- |
| Segunda División | Atlético Grau | Perú | 2021 |